# Change!
『Change!』（チェンジ!）は、1995年7月25日から同年9月12日まで、テレビ朝日系列で放送されていたテレビドラマである。朝日放送（ABCテレビ）・松竹芸能の共同制作。放送時間は、毎週火曜20：00 ‐20：54(JST)。全8話。平均視聴率5.4%。

## 概要
ふとしたことで互いの性格が入れ替わった高校教師の吉村と教え子の中西が織りなすドタバタコメディ。

## キャスト
- 吉村辰馬：石黒賢
- 西崎冴子：田中美奈子
- 中西洋一：加藤晴彦
- 松野栞：早勢美里
- 勝野英和：柳沢慎吾
- 花村里美：田中広子
- 佐竹孝行：ベンガル
- 倉田剛：石倉三郎
- 梶原潔：細川俊之

## テーマ曲
- 主題歌「TRUTH」To Be Continued
- 挿入歌「NO MORE KISS, NO MORE CRY」HIM

## スタッフ
- 脚本：尾崎将也
- 音楽：HIM with Osny Melo
- プロデュース：大野逸雄、木村正人
- 演出：森一弘、太田雅晴
- 制作：ABC、松竹芸能

## サブタイトル
| 各話  | 放送日        | サブタイトル                  |
| ----- | ------------- | ----------------------------- |
| 第1話 | 1995年7月25日 | ガッコやめたい!               |
| 第2話 | 1995年8月1日  | パパもやめたい!               |
| 第3話 | 1995年8月8日  | イジメやめろ!優等生やめたい   |
| 第4話 | 1995年8月15日 | ママが来た!縁結び大作戦!?     |
| 第5話 | 1995年8月22日 | 嘘つきやめたい!               |
| 第6話 | 1995年8月29日 | 正体バレた!偽者パパの授業参観 |
| 第7話 | 1995年9月5日  | 告白やめたい!                 |
| 第8話 | 1995年9月12日 | さよなら!守護霊に賭けた二人   |

### ネット局
| 放送対象地域  | 放送局           | 系列           | 備考                      |
| ------------- | ---------------- | -------------- | ------------------------- |
| 近畿広域圏    | 朝日放送         | テレビ朝日系列 | 制作局 現・朝日放送テレビ |
| 関東広域圏    | テレビ朝日       | テレビ朝日系列 |                           |
| 北海道        | 北海道テレビ     | テレビ朝日系列 |                           |
| 青森県        | 青森朝日放送     | テレビ朝日系列 |                           |
| 宮城県        | 東日本放送       | テレビ朝日系列 |                           |
| 秋田県        | 秋田朝日放送     | テレビ朝日系列 |                           |
| 山形県        | 山形テレビ       | テレビ朝日系列 |                           |
| 福島県        | 福島放送         | テレビ朝日系列 |                           |
| 新潟県        | 新潟テレビ21     | テレビ朝日系列 |                           |
| 長野県        | 長野朝日放送     | テレビ朝日系列 |                           |
| 静岡県        | 静岡朝日テレビ   | テレビ朝日系列 |                           |
| 石川県        | 北陸朝日放送     | テレビ朝日系列 |                           |
| 中京広域圏    | 名古屋テレビ     | テレビ朝日系列 |                           |
| 広島県        | 広島ホームテレビ | テレビ朝日系列 |                           |
| 山口県        | 山口朝日放送     | テレビ朝日系列 |                           |
| 香川県 岡山県 | 瀬戸内海放送     | テレビ朝日系列 |                           |
| 愛媛県        | 愛媛朝日テレビ   | テレビ朝日系列 |                           |
| 福岡県        | 九州朝日放送     | テレビ朝日系列 |                           |
| 長崎県        | 長崎文化放送     | テレビ朝日系列 |                           |
| 熊本県        | 熊本朝日放送     | テレビ朝日系列 |                           |
| 大分県        | 大分朝日放送     | テレビ朝日系列 |                           |
| 鹿児島県      | 鹿児島放送       | テレビ朝日系列 |                           |